# Barragem de Ricobayo
A albufeira, a central e a barragem de Ricobayo (também conhecida como salto de Ricobayo) são uma obra de engenharia hidroeléctrica construída no curso baixo do rio Esla, na zona conhecida como as Arribas do Esla, uma profunda depressão geográfica. A barragem está situada a 1 km da localidade de Ricobayo de Alba, na província de Samora, Castela e Leão.
Faz parte do sistema Saltos do Duero junto com as infraestruturas instaladas em Aldeiadávila,  Almendra, Castro, Saucelle e Villalcampo.